# Stadio Michel Moretti
Lo stadio Michel Moretti (in francese stade Michel Michetti) già stadio François Coty, chiamato colloquialmente stadio Timizzolo (in corso stadiu Timizzolu), è lo stadio del club principale di Ajaccio. La sua capacità è attualmente 8.219 posti a sedere.

## Storia
Inaugurato il 1º dicembre 1968 con il nome di Parc des Sports de l'ACA, lo stadio si è sempre chiamato Stadio Timizzolo. Inizialmente poteva ospitare 12.000 spettatori (per 6.000 posti). Il giorno dell'inaugurazione, il 1º dicembre 1968, ben 14.421 spettatori assistettero al derby corso tra AC Ajaccio e SEC Bastia, il primo derby corso nella storia della massima divisione. Da notare che è uno dei rari stadi ad avere una vista sul Mediterraneo.
Nel 1971 in omaggio all'industriale e profumiere François Coty (1874-1934) che fu sindaco di Ajaccio tra il 1931 e il 1934. L'inaugurazione ebbe luogo il 12 dicembre 1971 contro Nîmes.
Nel maggio 2007 sono stati avviati i lavori di ristrutturazione per adeguare lo stadio, noto per il suo degrado, agli standard della Ligue 1 e aumentare la sua capacità a 10.660 posti a sedere e coperti. La conclusione dei lavori, inizialmente prevista per il 2008, prevede un costo stimato di 9 milioni di euro e non sarà completata prima della fine del 2012. Il prato del 1968 è stato completamente rifatto durante l'estate 2012. Inoltre, è stata realizzata una costruzione provvisoria Sul lato mare dietro la porta è stata installata una tribuna da 1.500 posti. Per quanto riguarda lo stadio, sono in fase di ricostruzione due tribune nuovissime, di cui ventotto palchi da dodici o sei posti ciascuno nella tribuna Nord. La tribuna è stata ristrutturata nel corso della stagione 2012-2013 per aumentare la capienza dello stadio a 10.660 posti. 
Il 10 marzo 2024, l'AC Ajaccio ha annunciato, attraverso un comunicato stampa, che lo stadio porterà il nome di Michel Moretti, presidente emblematico del club corso e uno degli artefici dell'ascesa del club in Ligue 1 all'inizio degli anni 2000.

## Galleria d'immagini

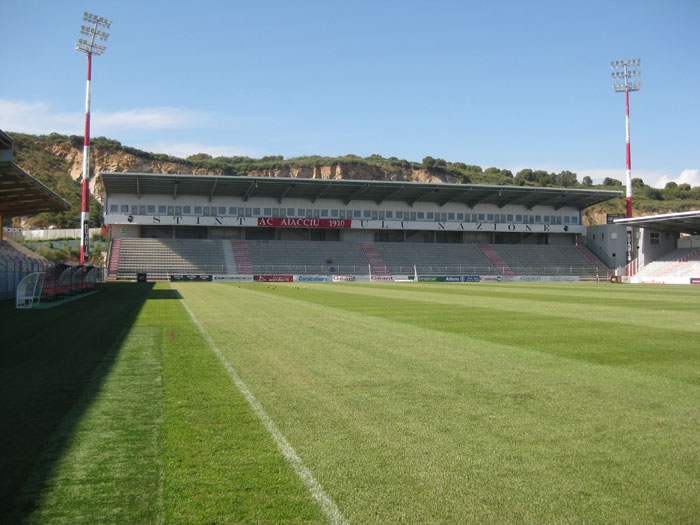
Tribuna Nord Antoine Faedda
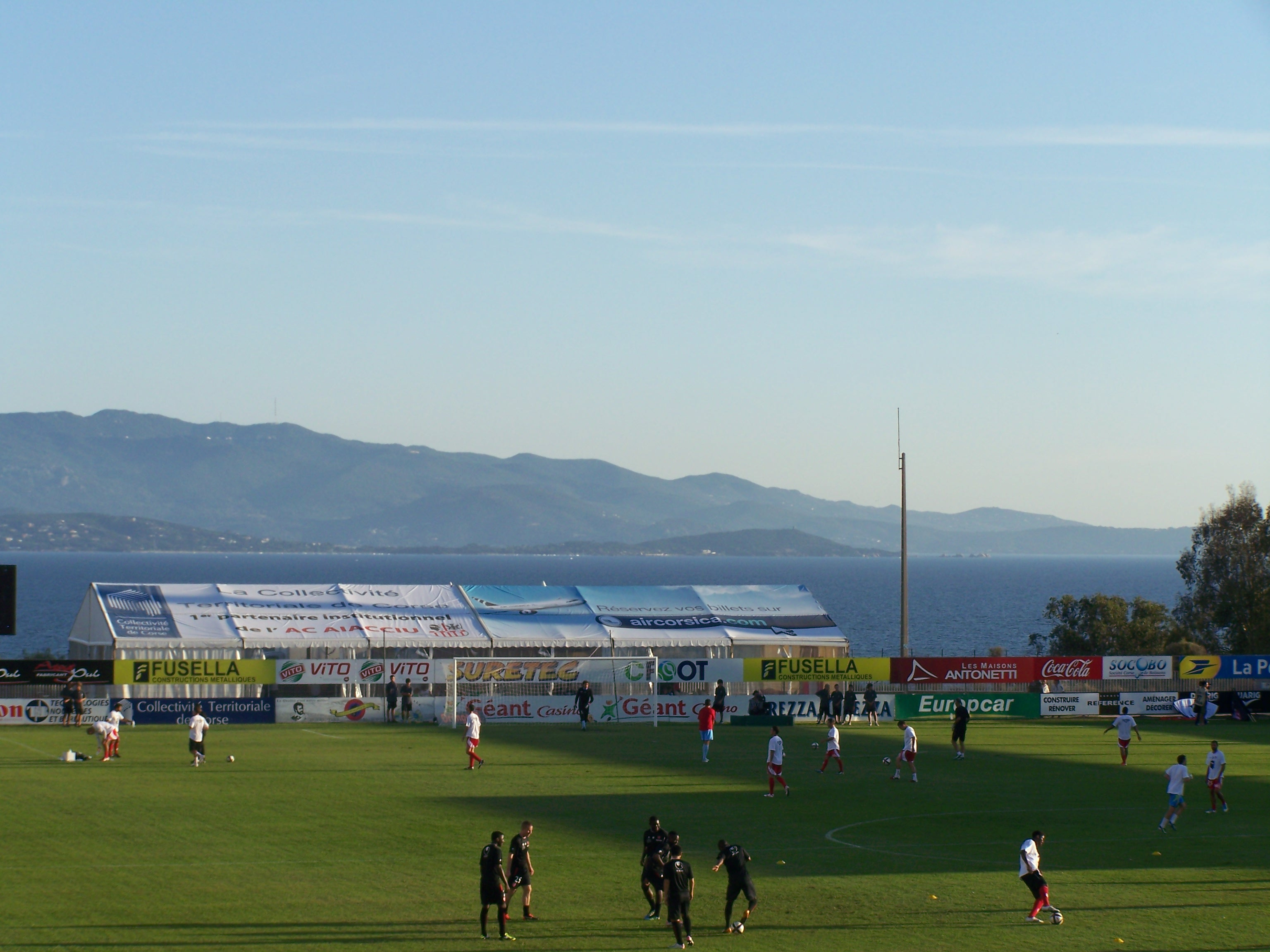
Vista della curva Mediterraneo (Méditerranée)
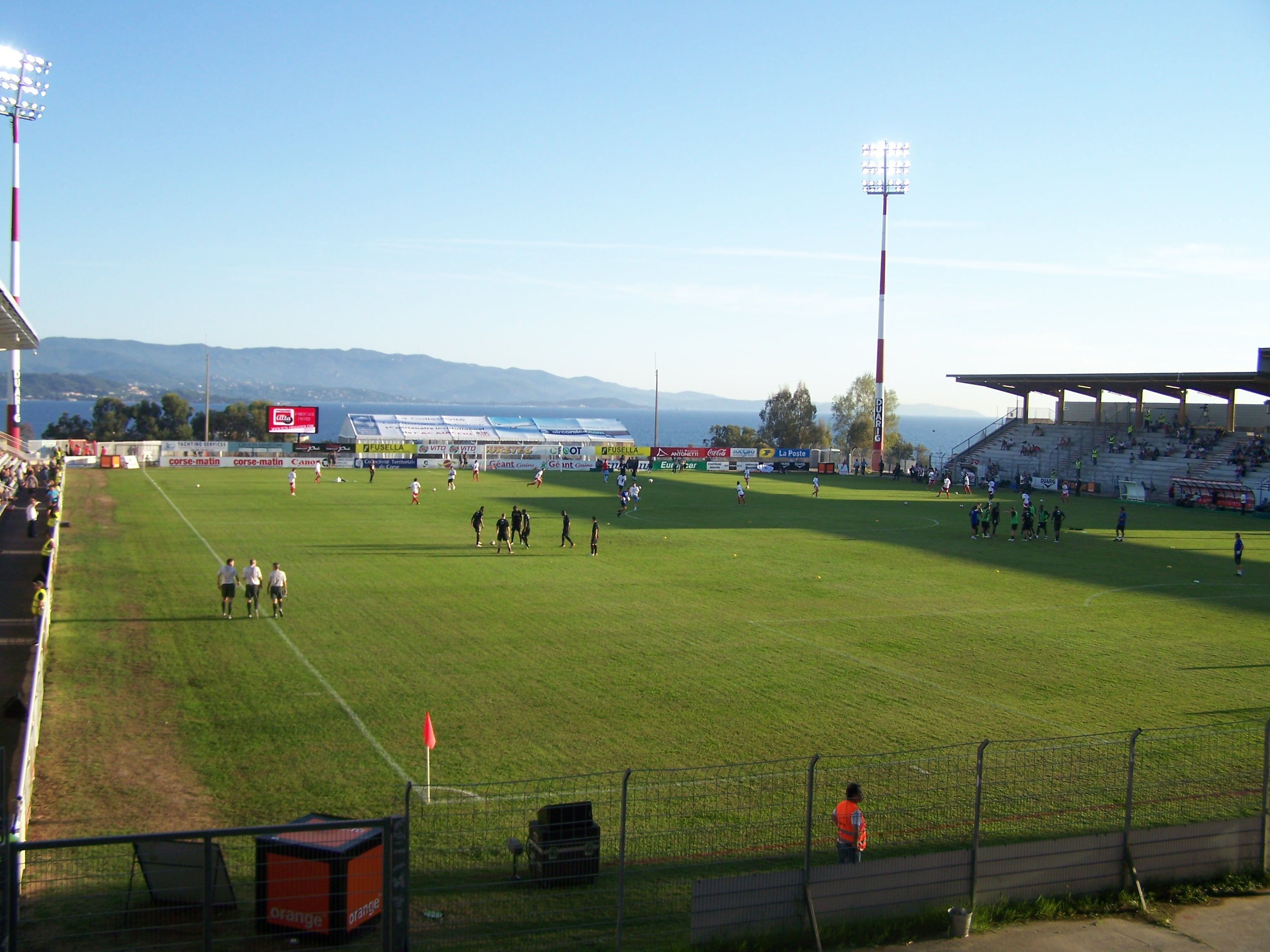
Interno dello stadio